# Moussa Timbiné
Moussa Timbiné (Bandiagara, 14 de julio de 1974) es un político maliense del partido Asamblea por Malí. Miembro de la Asamblea Nacional  desde 2013,  de 2017 a 2020 fue primer vicepresidente de la misma. El 11 de mayo de 2020 asumió la presidencia de cámara legislativa ocupando el puesto hasta al 18 de agosto de 2020 cuando la Asamblea Nacional fue disuelta tras un golpe de Estado. Fue una de las personas retenidas por los militares tras el golpe de Estado de agosto de 2020 por oponerse al mismo. Fue liberado el 8 de octubre.

## Biografía
Timbiné nació el 14 de julio de 1974 en Bandiagara . Su padre es de origen Dogon y su madre de ascendencia Songhai .  Timbiné obtuvo una licenciatura en ciencias exactas en el Lycée Hamadoun Dicko de Sévaré. También estudió en las escuelas de negocios en Susa, Túnez y Tolón, Francia.  Por último, estudió matemáticas y física en la Universidad de Bamakod. Posteriormente, Timbiné trabajó como profesor en el barrio Daoudabougou de Bamako . Más tarde trabajó en puestos financieros y administrativos para la Deutsche Gesellschaft für Technische Zusammenarbeit .

## Trayectoria política
Timbiné fue uno de los miembros fundadores del partido Asamblea por Malí (RPM). En 2004 se convirtió en su presidente juvenil.  El mismo año se convirtió en miembro del consejo municipal de Bamako para la Comuna V. Timbiné también ha servido como teniente de alcalde de la Comuna V.
En las elecciones parlamentarias de 2013 fue elegido miembro de la Asamblea Nacional de Malí para la Comuna V. Se desempeñó como Primer Vicepresidente de la Asamblea Nacional desde 2017. En las elecciones parlamentarias de 2020, Timbiné parecía no ganar su escaño de Bamako (Comuna V) después de que se contara la segunda ronda de votos. Sin embargo, este resultado fue revocado por el Tribunal Constitucional de Malí, con Timbiné ganando así el escaño.
El 11 de mayo de 2020 fue elegido presidente de la Asamblea Nacional por un período de cinco años. Ganó las elecciones con 134 votos, más de 8 votos que su oponente, el ex primer ministro Moussa Mara . El miembro de la asamblea de RPM Mamadou Diarrassouba también había sido designado candidato a la Presidencia por el RPM, pero retiró su candidatura el día de la votación. Timbiné se consideraba un aliado cercano del presidente Ibrahim Boubacar Keïta. Fue una de las personas retenidas por los militares tras el 18 de agosto de 2020 tras el golpe de Estado por parte de una junta militar por oponerse al mismo. Fue liberado el 8 de octubre tras establecerse un gobierno de transición.